# Das germanische Todtenlager bei Selzen in der Provinz Rheinhessen

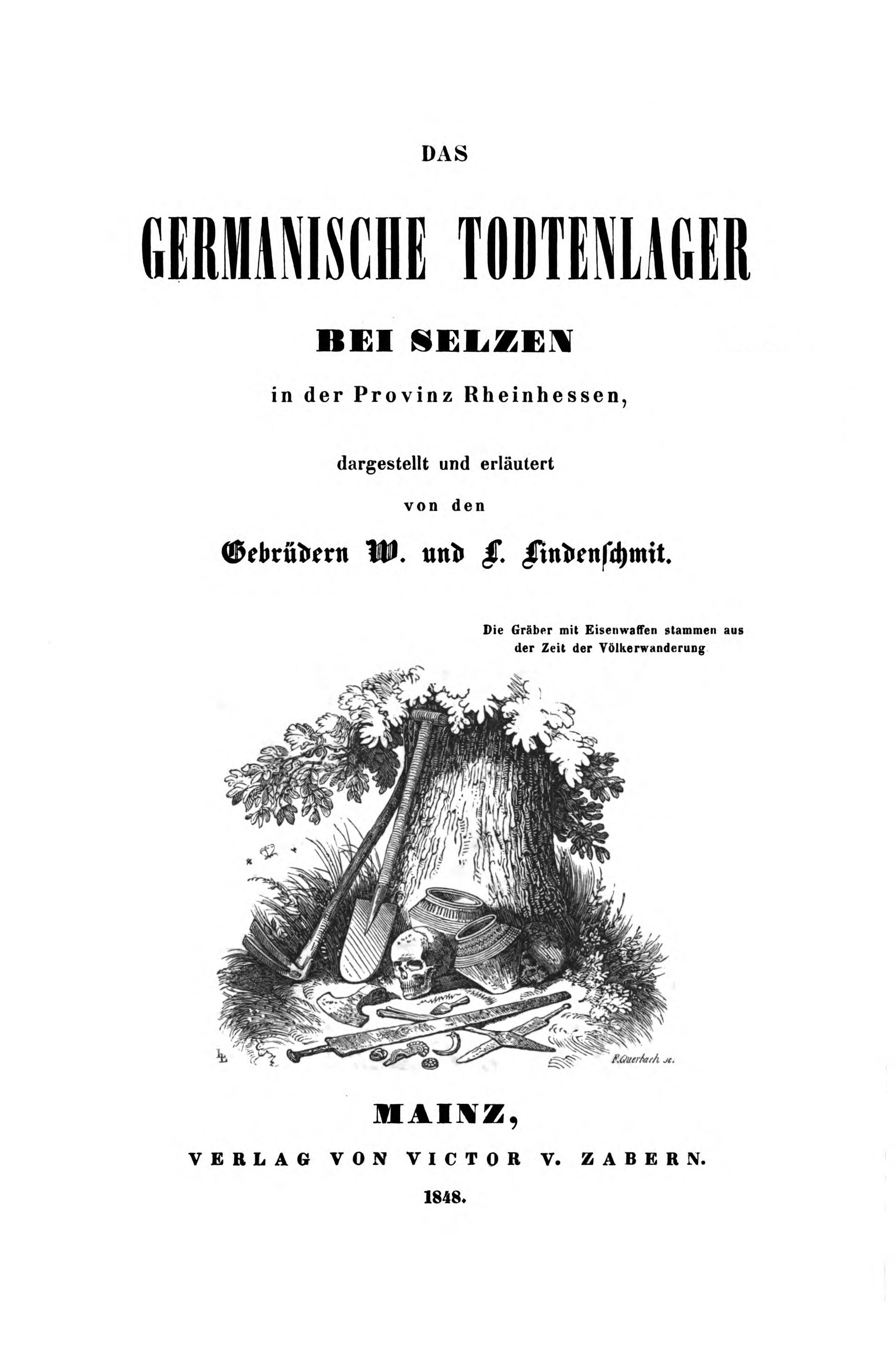
Titelbild der Monographie

Das germanische Todtenlager bei Selzen in der Provinz Rheinhessen ist der Titel einer forschungsgeschichtlich bedeutenden Monographie der Brüder Wilhelm und Ludwig Lindenschmit. In der Arbeit werden Grabzusammenhänge und Funde aus dem frühmittelalterlichen Gräberfeld von Selzen vorgestellt. Das Werk erschien im Jahr 1848 im Verlag Victor von Zabern in Mainz.

## Das Gräberfeld
Beim Gräberfeld von Selzen handelt es sich um ein merowingerzeitliches Reihengräberfeld, es lag in den Gewannen „Die Heuer“ und „Hinter der Kirche“ östlich des Selzbaches und der damaligen Selzer Mühle. Im nördlichen Teil (49° 51′ 35,3″ N, 8° 15′ 25,6″ O) wurden Erdgräber beobachtet, im südlichen Bereich (49° 51′ 32″ N, 8° 15′ 27,7″ O) waren die Bestattungen mit Steinplatten eingefasst. Grabbeigaben fanden sich fast nur bei den Erdgräbern im Norden.

## Dokumentation und Publikation

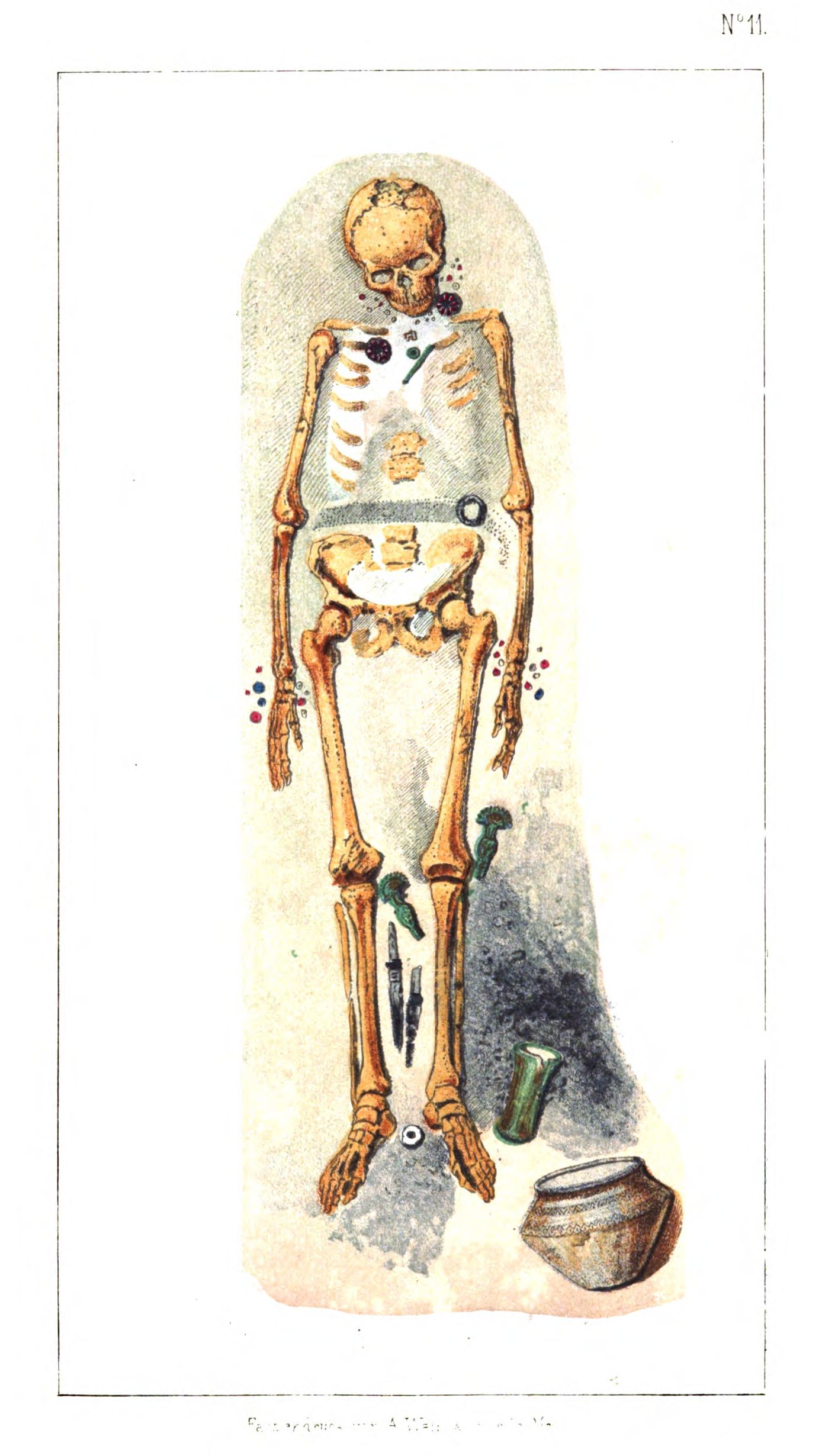
Kolorierte Zeichnung von Grab 11

Besonders wichtig in der Publikation sind die Ergebnisse von Ausgrabungen aus den Jahren 1845 und 1846. Bereits vorher sind im Bereich des Gräberfeldes Bestattungen zerstört worden. Nach Meldung des örtlichen Lehrers Krafft grub L. Lindenschmit 1845 sieben Gräber aus, im Jahr 1846 folgten weitere Ausgrabungen. Während im Jahr 1845 nur Grab 2 zeichnerisch dokumentiert wurde, wurden von 21 Erdgräbern des folgenden Jahres kolorierte Zeichnungen angefertigt und veröffentlicht. Weiterhin wurden neben der Beschreibung und Zeichnung der einzelnen Grabbeigaben auch die Befunde im Zusammenhang beschrieben, also beispielsweise die Lage der einzelnen Fundstücke oder weitere Besonderheiten wie etwa erhaltene Textilabdrücke auf Metall. Zusätzlich wurde ein knapper Katalog der einzelnen Gräber sowie ein Gräberfeldplan erstellt. Damit sind bereits wesentliche Elemente einer modernen Gräberfeldvorlage erfüllt.

## Forschungsgeschichtliche Bedeutung

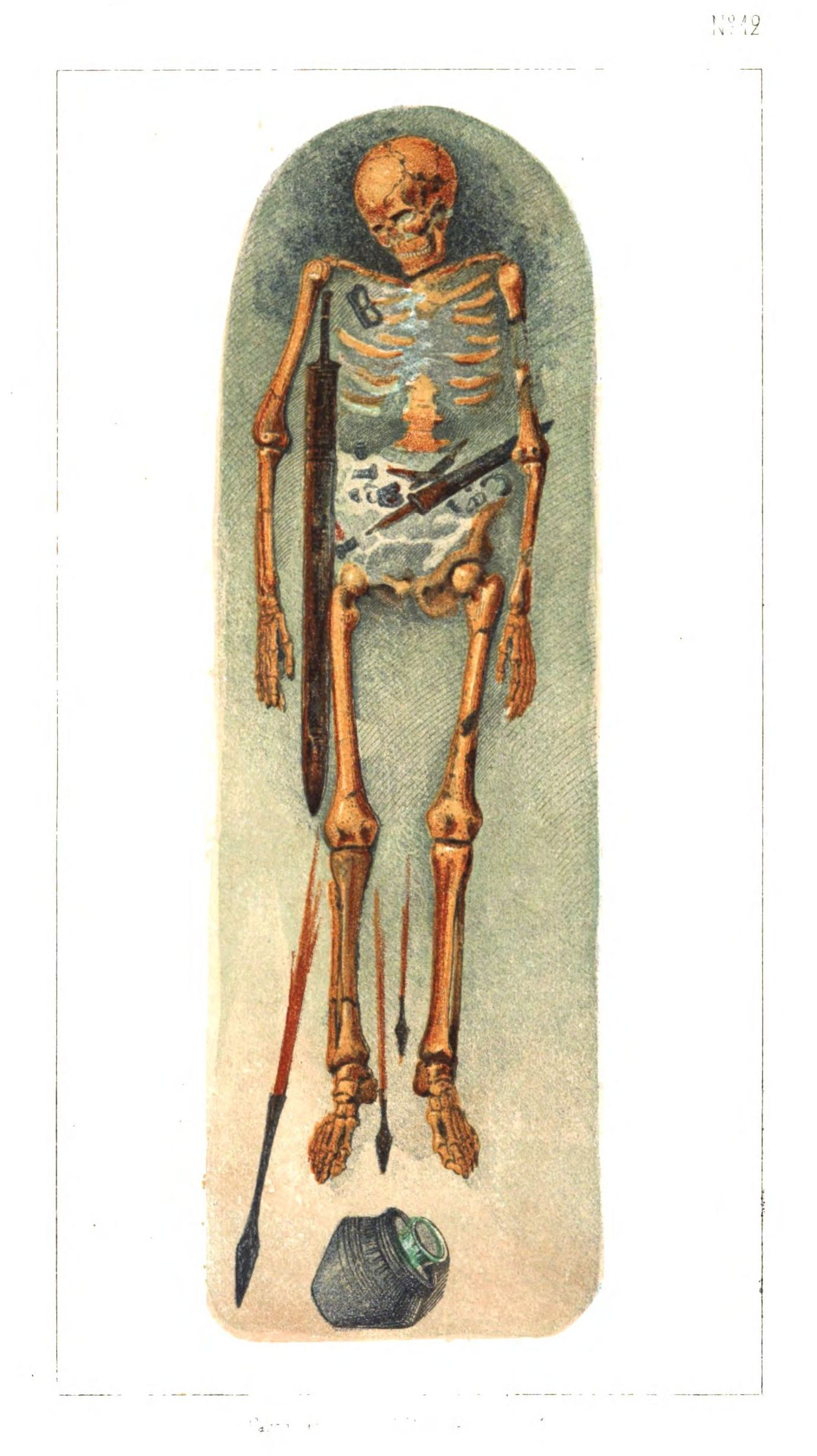
Kolorierte Zeichnung von Grab 12

Vor der Entdeckung des Gräberfeldes von Selzen konnten archäologische Funde aus der Merowingerzeit noch nicht zweifelsfrei ins Frühmittelalter datiert werden. In Grab 12 und Grab 17 von Selzen wurden dann Münzen von Justinian I. (regierte von 527 bis 565 n. Chr.) als Grabobolus im Mundbereich entdeckt, deren Terminus post quem eine zweifelsfreie zeitliche Einordnung ermöglichten. Insofern ist die Veröffentlichung ein wichtiger Schritt für die Erforschung dieser Epoche.
Mit Hilfe der Münzdatierung sowie typologischer Vergleiche der Bestattungssitten und der Beigaben, etwa mit der Axt (einer so genannten Franziska) aus dem Grab des fränkischen Königs Childerich I., sowie weiteren eisernen Waffen der Männer wie Spathen oder Saxe, Kleidungszubehör und Schmuckstücke der Frauen wie Bügelfibeln und Scheibenfibeln und Stilvergleichen der Verzierungselemente bei Schmuckstücken konnten auch weitere, bereits bekannte frühmittelalterliche Friedhöfe wie das Gräberfeld von Oberflacht, von Nordendorf, Fridolfingen, Sinsheim, Ebringen oder Lausanne Bel-Air datiert werden. Für diese Gräberfelder waren noch kurz zuvor deutlich abweichende Datierungen vorgeschlagen worden. Aufgrund dieser zeitlichen Einordnung erfolgte auch die Zuweisung der Bestatteten als Germanen. Ein sehr heftiger Streit zwischen sogenannten „Keltomanen“ und „Germanomanen“, der eher auf der politischen Einstellung der Personen als auf wissenschaftlicher Erkenntnis beruhte, konnte beigelegt werden.

## Beispiele
Beim abgebildeten Grab 11 (von 1846) handelt es sich um eine Frauenbestattung des 6. Jahrhunderts mit einer Vierfibeltracht mit den runden Scheibenfibeln bei den Schultern und den Bügelfibeln bei den Knien. Beim Hals und bei den Handgelenken fand sich Perlenschmuck. Im oberen Brustbereich wurden eine Nadel und einige kleine Bronzeteile gefunden. Eine eiserne Schnalle lag seitlich des Beckens, zwei Messer und ein Spinnwirtel zwischen den Unterschenkeln. Neben den Füßen waren noch ein gläserner Sturzbecher und ein Knickwandtopf aus Ton deponiert.
Zu Männergrab 12 gehört eine Waffenausstattung mit Langschwert (Spatha), Kurzschwert (Sax), Lanze und Pfeilen sowie weitere Beigaben.
Die Körpergröße beider Personen von gemessenen 7 Fuß (1,75 m) erstaunte die Ausgräber.

## Weitere Zeichnungen

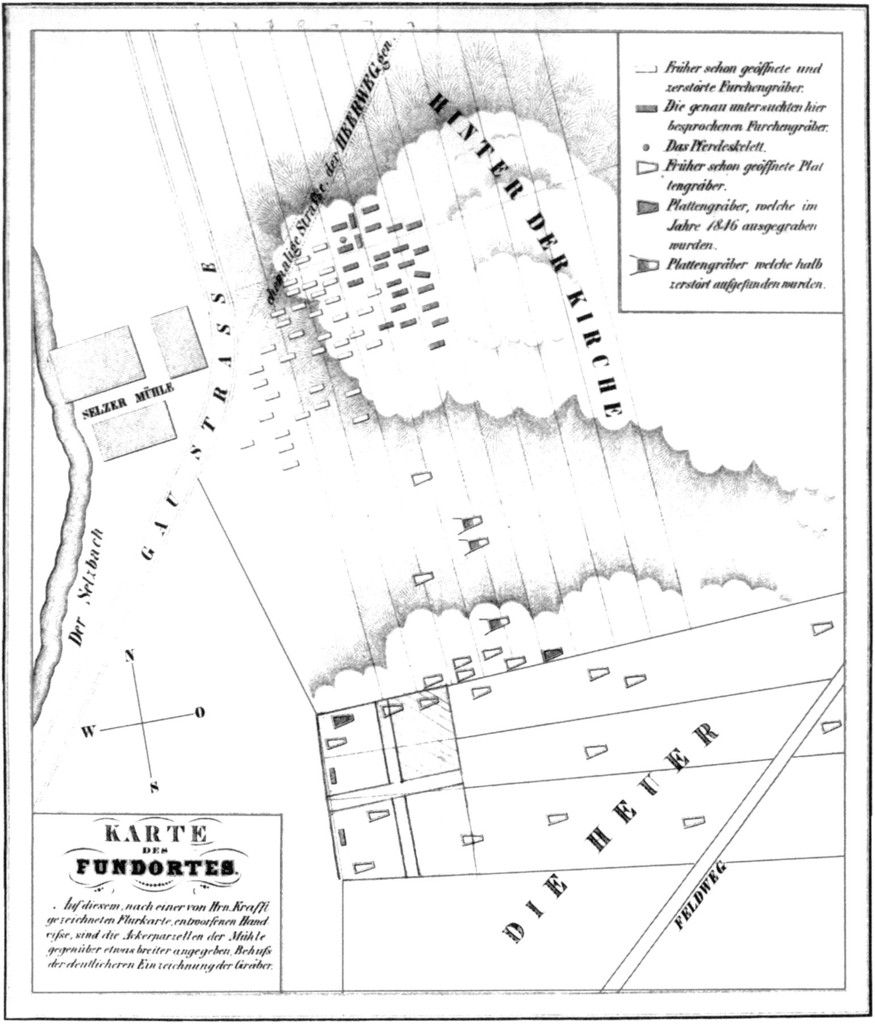
Gräberfeldplan
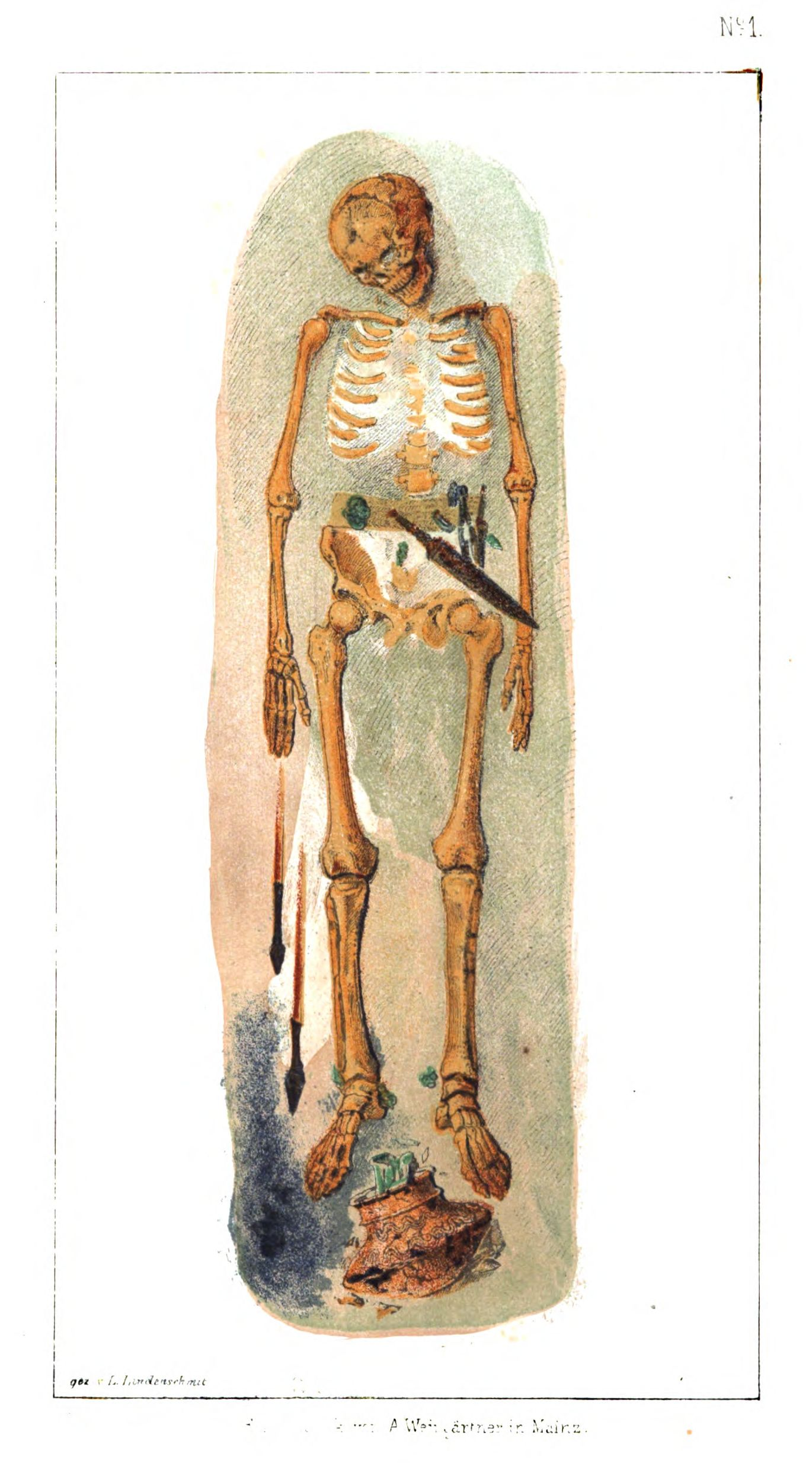
Grab 1
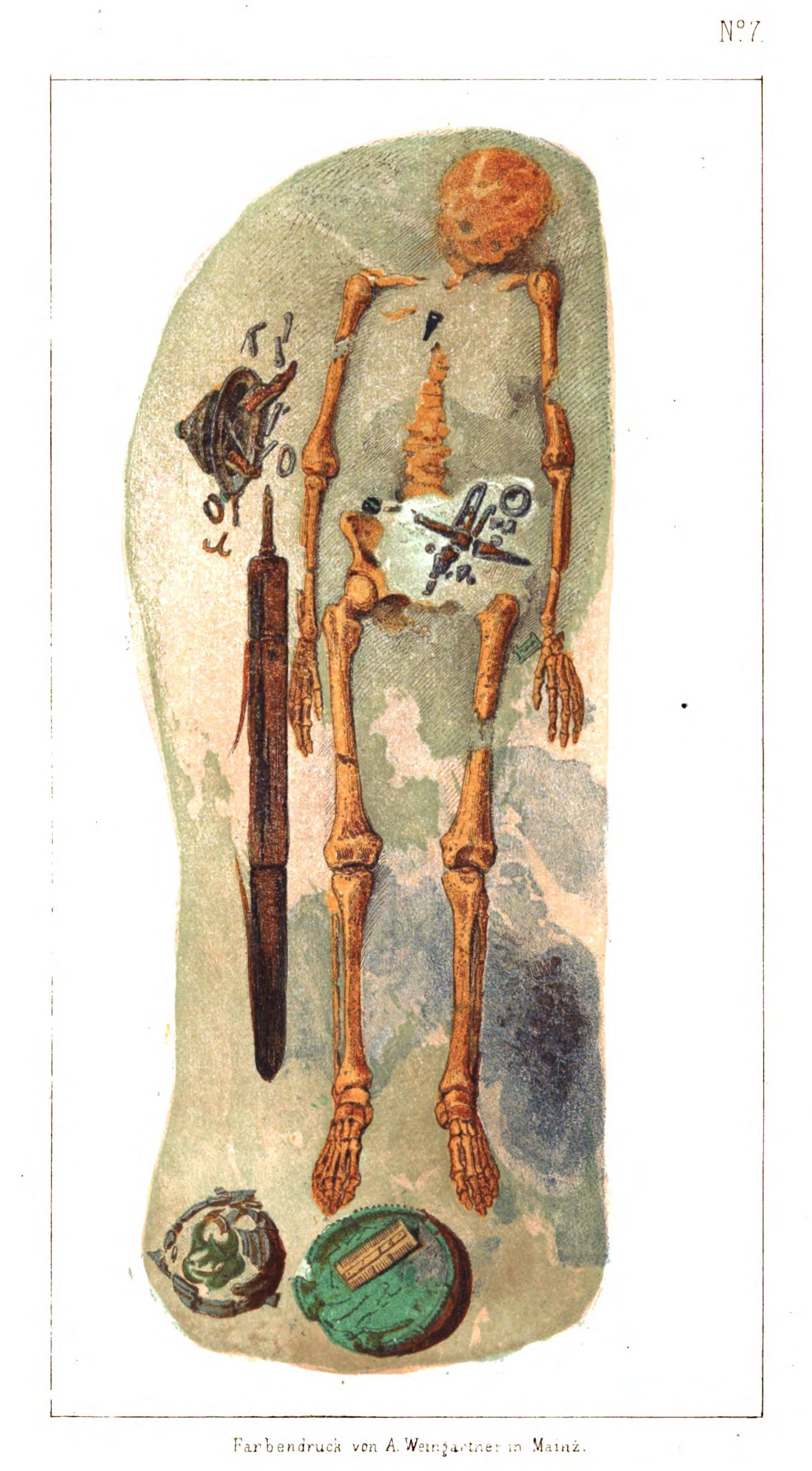
Grab 7
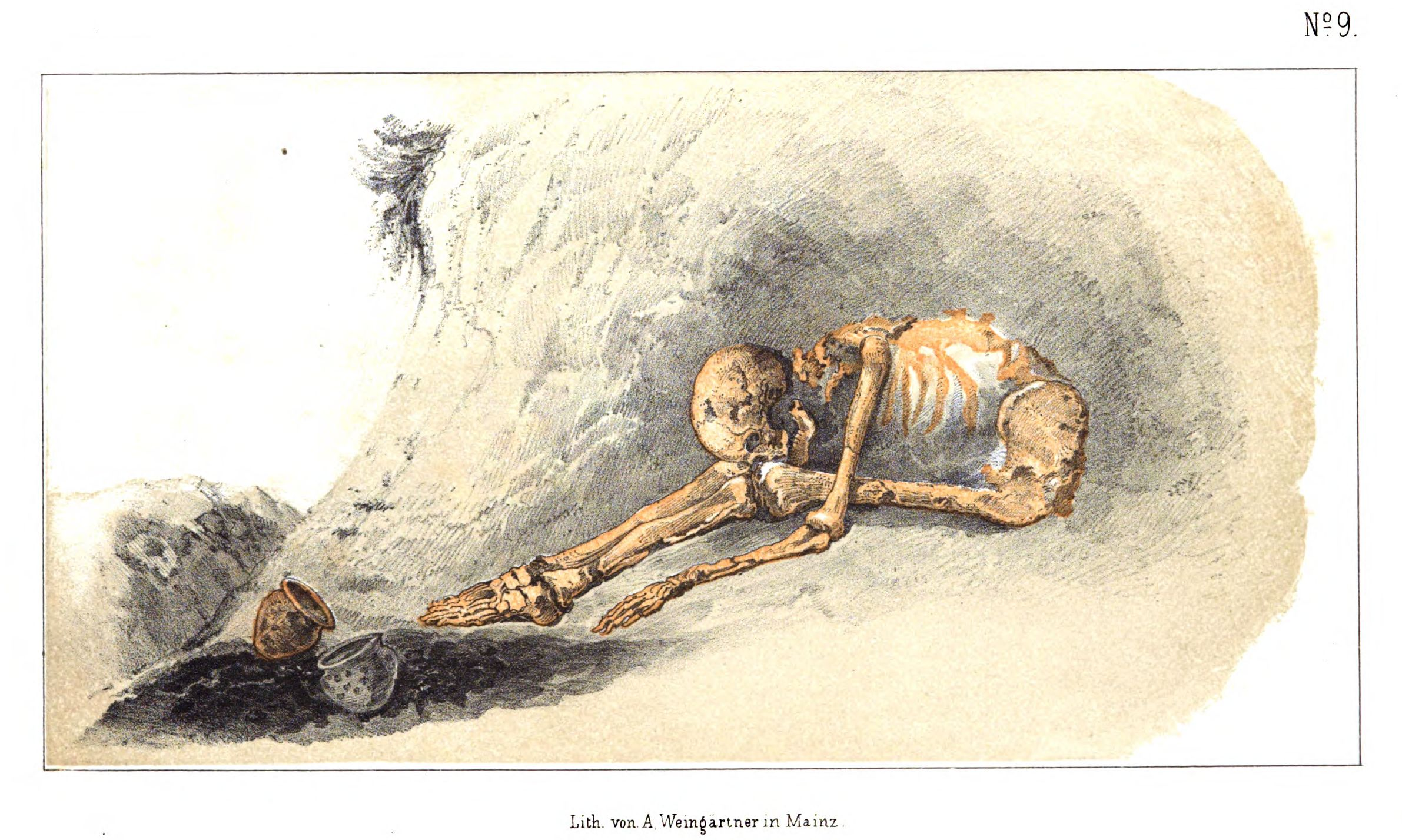
Grab 9